# Molčanie doktora Ivensa
Molčanie doktora Ivensa (Молчание доктора Ивенса) è un film del 1973 diretto da Budimir Alekseevič Metal'nikov.

## Trama
Un aereo precipita sull'Atlantico, ma diversi passeggeri sopravvivono, tra cui il famoso scienziato Martin Evens, lavorando per prolungare la vita di una persona. Diventa il prescelto degli alieni entrati in contatto con i terrestri.